# Наварро (округ)
Округ Наварро (англ. Navarro county) — округ штата Техас Соединённых Штатов Америки. На 2000 год в нем проживало 45 124 человек. По оценке бюро переписи населения США в 2009 году население округа составляло 49 440 человек. Окружным центром является город Корсикана.

## История
Округ Наварро был сформирован в 1846 году. Он был назван в честь Хосе Антонио Наварро, участник техасской революции и исполнитель техасской декларации о независимости.

## География
По данным бюро переписи населения США площадь округа Наварро составляет 2813 км², из которых 2610 км² — суша, а 203 км² — водная поверхность (7,23 %).

### Основные шоссе
- Федеральная автострада 45
- Шоссе 287
- Автострада 14
- Автострада 22
- Автострада 31

### Соседние округа
- Хендерсон  (северо-восток)
- Фристон  (юго-восток)
- Лаймстон  (юг)
- Хилл  (юго-запад)
- Эллис  (северо-запад)